# Nationell media
Nationell media är en högerextremistisk grupp som bildades 2006 och som arbetar med att filma och sammanställa videomaterial från olika nationalistiska händelser, festivaler och manifestationer. De har även förvanskat inslag från TV4 till högerextrem propaganda, vilket renderade i en polisanmälan om upphovsrättsbrott. Gruppen säger sig vilja erbjuda européer en mer rak och ärlig bild av vad som sker i världen.